# Лиштван, Леонид Исакиевич
Леонид Исакиевич Лиштван (24 декабря 1869 — 1941) — русский художник, мастер интерьера и мебели.

## Биография
Отец – Исаак Яковлевич Лиштван – уроженец Черниговской губернии Нежинского уезда Носовской волости местечка Носовка, родом из литовской мелкопоместной шляхты (во времена Речи Посполитой), потом, в период вхождения в состав Российской империи, переведенной в однодворцы, затем – в казенное крестьянство. Мать – Клавдия Ивановна Олхина – из крестьян Ярославской губернии Угличского уезда (деревни Фалюково). Брак между ними был заключен 12 января 1869 года и 24 декабря 1869 года в православной семье московского цехового Столярного цеха, иконописца Исаака Лиштвана родился сын Леонид, 22 сентября 1871 года – сестра Надежда Исааковна. В возрасте почти 10 лет Леонид причислен (запись от 15 сентября 1879 года) к цеховым Столярного цеха. Таковым упоминался в официальных документах
Учился в Строгановском Центральном училище технического рисования на отделении художественной обработки дерева. После окончания училища работал по дизайну интерьеров и мебели. Около 1894 года заключил брак. Жена – Мария  Фёдоровна Лиштван. В 1985 году родилась дочь Надежда Леонидовна, в 1896-м – Клавдия Леонидовна, в 1898-м – Вера Леонидовна, в 1906 году родился сын Леонид Леонидович.

Фотография Леонида Исакиевича Лиштвана в студенческие годы. 1890-е

С 1895 года по 1905 Леонид Исаакиевич и Мария Фёдоровна Лиштваны жили в Москве, в доме Фёдоровой, были приписаны к приходу Воскресенской церкви, что на Большой Никитской. В 1906 – 1908 годах проживали в доме Черниковой на Патриаршьих прудах, в приходе Спиридоновской церкви, что на Спиридоновке за Никитскими воротами.
Согласно телефонному справочнику г. Москвы в 1909 году под фирмой «Н. Буман» Л.И. Лиштван представлял мебельный магазин в Петровском пассаже, 64, тел. 239-21, а с 1913 по 1917 годы имел звание художника, проживал по Малому Николо-Песковскому переулку, дом 8. Телефон 503-04.
Некоторое время состоял в совете директоров товарищества «Союз», откуда в 1915 году был исключен за непредставление отчета по поездке в Петроград.
Согласно справочнику «Вся Москва» за 1917 год, в это же время был членом Московского Автомобильного Общества, действительным членом Императорского Русского Технического общества, архитектором акционерного общества завода «Сормово», Коломенского машиностроительного завода, акционерного общества пароходства «По Волге», членом Московского литературно-художественного кружка, директором союза деятелей искусств «АЛАТР», художником.
После революции 1917 года работал в Государственной комиссии по народному просвещению под председательством наркома А. В. Луначарского. После организации Наркомпроса в июне 1918 года являлся сотрудником Отдела единой школы. По его инициативе 9 октября 1918 г. (дата утверждения проекта организации отдела) был создан Строительный отдел Наркомпроса, и он стал его заведующим.
В начале июля 1918 года помог М. П. Голенищеву-Кутузову-Толстому избежать расстрела и организовал его бегство из имения князей Волконских в Павловке под Тамбовом.
В период реорганизации Наркомпроса в 1920 г. выехал в Латвию.

## Дореволюционные работы

Пароход «А. П. Мещерский», Салон и столовая 1-го класса. На этой фотографии художник Л. И. Лиштван запечатлен в салоне парохода «А. П. Мещерский», отделка которого была выполнена по его проекту. Фото М. П. Дмитриева.

Пароход «А. П. Мещерский», выпущенный Сормовским заводом в 1912 г. и названный в честь Алексея Павловича Мещерского. Фото М. П. Дмитриева.

В 1903 спроектировал интерьеры в «русском стиле» для Русского павильона на Всемирной выставке в Глазго (арх. Ф. О. Шехтель),
в 1907 — интерьеры в стиле «модерн» для московского Купеческого клуба (арх. И. А. Иванов-Шиц, современный театр «Ленком»).
Лиштван активно сотрудничал с Сормовским заводом и Волжским пароходством (товарищества «Русь», «Самолёт»). Под его руководством оформлялись интерьеры речных пароходов «А. П. Мещерский» (т-во «Русь»), «П. И. Харитоненко», «Баян».
В 1914 для Волжского пароходного общества (товарищества «Самолет») исполнил дизайн интерьеров салонов 1 класса пароходов «Великая Княжна Ольга Николаевна» (позднее «Володарский») и «Великая Княжна Татьяна Николаевна» (позднее «Спартак»; запечатлен в кинофильме «Жестокий романс» под названием «Ласточка»).
С 1900 — в редакции журнала «Архитектурные мотивы. Новый журнал архитектуры и художественной промышленности», где публиковал собственные эскизы интерьеров и мебели; возглавлял отдел мебели в московском магазине «Мюр и Мерилиз».

## Послереволюционная работа
В 1918 был приглашен Луначарским для работы над «Сводом памятников русской архитектуры» Наркомата по просвещению и собрал материал по памятникам архитектуры волжских городов.
Как заведующий Строительным отделом Наркомпроса возглавил работу по подготовке и проведению совместно с Архитектурно-художественным отделом Наркомпроса конкурса на проект школы-памятника Л. Н. Толстому в Ясной Поляне.

## Эмиграция
С 1920-х уехал в Латвию для проектирования частных дач. Как академик, принимал участие в деятельности Русских университетских курсов — учебного заведения, возникшего в Риге в 1921 году. Затем обосновался в Италии, в Генуе. Семья осталась в России. Состоял в переписке с М.А. Осоргиным. В Российском государственном архиве литературы и искусства хранятся его письма М. А. Осоргину за февраль-апрель 1930 г.
Построил здание портовой таможни в Генуе.
Последние годы жизни являлся старостой русской православной общины в Генуе.
По непроверенным сведениям покончил жизнь самоубийством после скоропостижной смерти супруги. По свидетельству Ф. Вейцмана это произошло в промежуток между 15 марта 1939 года (датой отъезда Вейцманов из Италии) и 1943 годом (годом вступления немцев в Италию, когда автор письма, из которого Вейцманы узнали о смерти Л.И. Лиштвана, попала в концлагерь и погибла). Условно за год смерти Л.И. Лиштвана можно принять 1941-й.